# Серпиевское сельское поселение
Серпиевское се́льское поселе́ние — муниципальное образование в Катав-Ивановском районе Челябинской области Российской Федерации. В рамках административно-территориального устройства муниципальное образование  соответствует административно-территориальной единице Серпиевский сельсовет.
Административный центр — село Серпиевка.

## История
Статус и границы сельского поселения установлены Законом Челябинской области от 9 июля 2004 года № 241-ЗО «О статусе и границах Катав-Ивановского муниципального района, городских и сельских поселений в его составе»

## Население
| 2002 | 2010 | 2011 | 2012 | 2013 | 2014 | 2015 |
| ---- | ---- | ---- | ---- | ---- | ---- | ---- |
| 1070 | ↘759 | ↘753 | ↘731 | ↘709 | ↘662 | ↘647 |
| 2016 | 2017 | 2018 | 2019 | 2020 | 2021 |      |
| ↘627 | ↘617 | ↗630 | ↘614 | ↘605 | ↘471 |      |

## Состав
| № | Населённый пункт | Тип населённого пункта       | Население |
| - | ---------------- | ---------------------------- | --------- |
| 1 | Аратское         | село                         | ↘164      |
| 2 | Карауловка       | село                         | ↘52       |
| 3 | Серпиевка        | село, административный центр | ↘455      |
| 4 | Шарлаш           | посёлок                      | ↘88       |

### Упразднённые населённые пункты
Гавань — упразднённый в 1995 году посёлок.